# Pompier (Belgique)
 (novembre 2016).
Pour les articles homonymes, voir Pompier (homonymie).
Les sapeurs-pompiers de Belgique (brandweer en néerlandais et Feuerwehr en allemand) sont l'une des trois branches de la sécurité civile belge. Ils assurent les missions d'urgence en cas d'incendie, d'accident, de catastrophe etc. (missions classiques des pompiers), mais aussi les missions d'aide médicale urgente (ambulances urgentes). 
Ils sont repartis en 35 zones de secours depuis la réforme de la sécurité civile entrée en vigueur en 2014 et sont environ au nombre de 17 000, volontaires et professionnels confondus, répartis dans les 251 anciens services régionaux d’incendie.
Ils sont régis par la direction générale de la sécurité civile, une des directions générales du service public fédéral Intérieur, excepté pour la partie aide médicale urgente qui, elle, dépend du service public fédéral Santé publique.
Les pompiers belges forment la « Discipline 1 », au regard des cinq différentes disciplines de la planification d'urgence en Belgique.

## Histoire des pompiers en Belgique

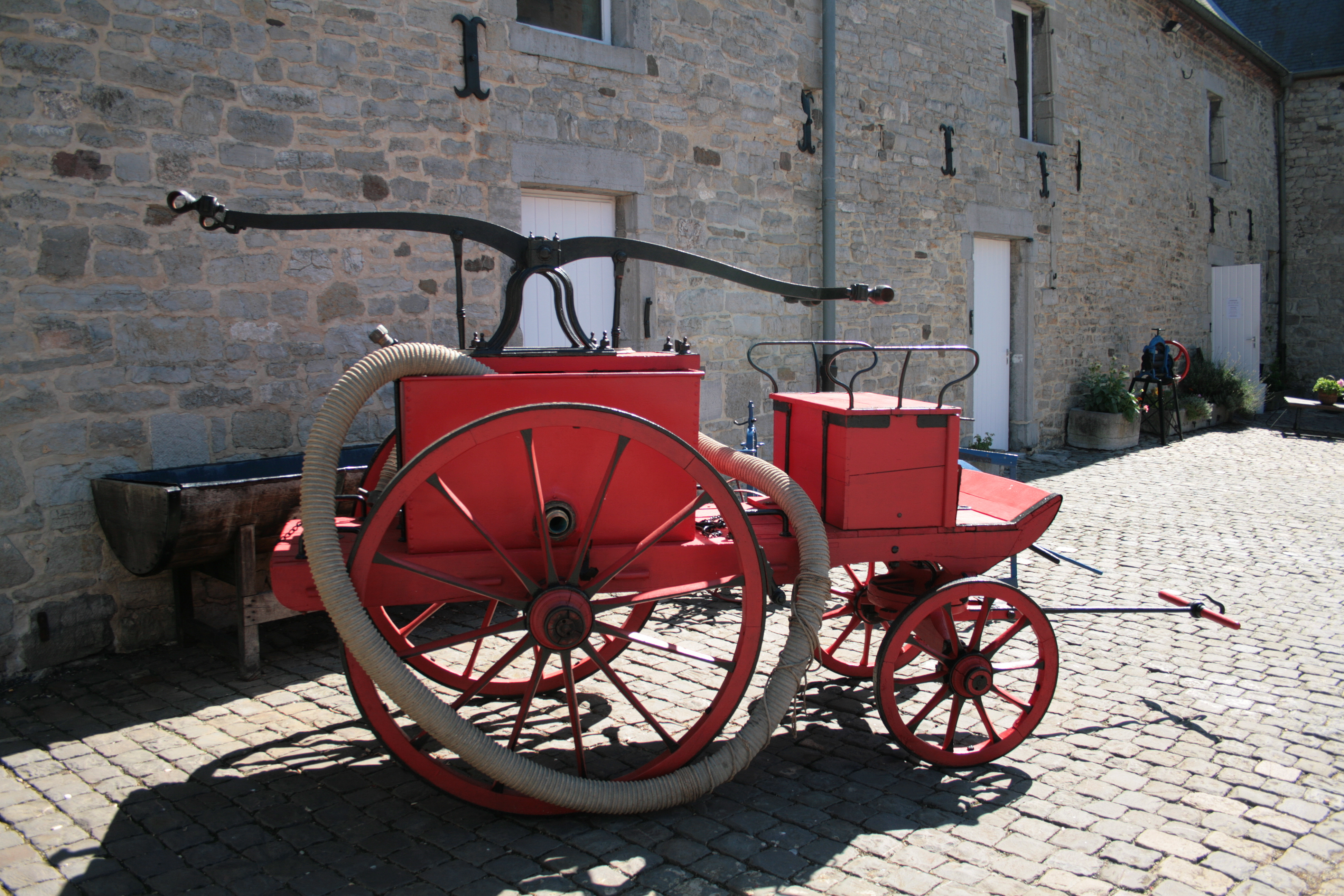
Une ancienne pompe à bras hippomobile, à Treignes.

### Avant la réforme de 2014
Les premiers corps de sapeurs-pompiers à proprement parler apparaissent dans les villes autour de la fin du 18e siècle. Citons, par exemple, le corps des pompiers de Bruxelles créé le 15 aout 1800, alors que la Belgique n'existe pas encore en tant qu'état indépendant. Les communes ne disposant pas de services de pompiers, s'accordent alors avec leurs voisines pour en bénéficier, moyennant généralement une compensation financière. Les grandes villes (Bruxelles, Anvers, Liège, Gand etc.) se dotent petit à petit de corps professionnels, tandis que multitude de corps volontaires apparaissent dans les communes rurales, au bon vouloir des bourgmestres locaux.
La première loi régissant réellement l'organisation des services d'incendie en Belgique est celle du 31 décembre 1963. Elle fut complétée par l'arrêté royal du 8 novembre 1967 précisant les responsabilités des gouverneurs de province, des bourgmestres et des chefs de corps. Il définit également les divisions en catégories (C, X, Y, ou Z) des différents services régionaux d'incendie (SRI), qui est la dénomination officielle de l'époque, bien que les services soient alors communaux.
En 1964, la loi du 8 juillet instaure la mise en place du numéro d'appel « 900 », à la base pour l'aide médicale urgente, mais qui sera également utilisé pour contacter les services de pompiers. Sont alors créés 16 centrales de réception d'appels, pour couvrir les 40 zones téléphoniques du pays et redistribuer les appels d'urgence vers les casernes territorialement compétentes.
En 1987, le numéro d'urgence devient le « 100 » et sera petit à petit remplacé par le numéro d'urgence européen « 112 », au début des années 2000.
Parmi les catastrophes majeures que connut la Belgique en temps de paix, citons notamment celle du Bois du Cazier à Marcinelle qui fait 262 morts en 1956. Ou encore l'incendie de l'Innovation à Bruxelles en 1967, qui causa la mort de 323 personnes et qui reste encore aujourd'hui, l'incendie le plus mortel qu'ait connu le pays.

### Actuellement

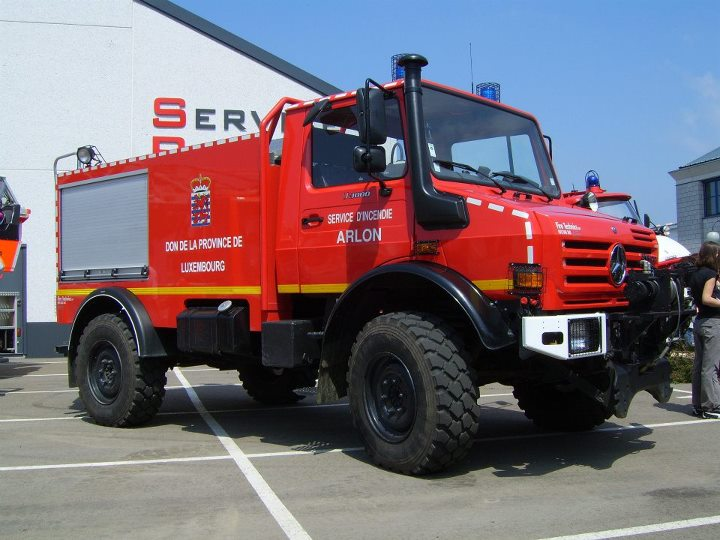
Une autopompe 4x4 Mercedes-Benz Unimog des pompiers d'Arlon, où l'on peut lire « Don de la province de Luxembourg ». Certaines provinces participent en effet avec les communes et l'État fédéral à l'achat de matériel pour les services d'incendie.

À la suite de la catastrophe de Ghislenghien survenue le 30 juillet 2004 où 5 pompiers perdent notamment la vie et qui mit en évidence nombre de lacunes dans l'organisation des secours en Belgique, une réforme de la sécurité civile belge est mise à l'étude. Elle se traduit par la loi sur la sécurité civile du 15 mai 2007 qui divise le pays en 35 zones de secours à l'instar de celui des zones de Police. Certaines zones commencent alors à former des prézones opérationnelles (PZO) afin de mettre en place les différents changements que la Loi imposent. Cette loi est suivie par plusieurs autres ainsi que par des arrêtés royaux qui fixent les modalités pratiques et techniques. Finalement, la réforme entre en vigueur le 1er janvier 2014 et les 34 nouvelles zones entrent de facto en service, le SIAMU bruxellois formant la 35e zone du système. Les anciens SRI disparaissent alors et les casernes sont officiellement nommées postes de secours, dépendant d'une zone.

## Organisation générale

### Avant la réforme de 2014
L'organisation des secours se fait actuellement au niveau communal et provincial bien que les services d'incendie soient une compétence fédérale. Ainsi, chaque entité (commune, province, état) à une part à jouer dans l'organisation des pompiers :

#### Le bourgmestre et la commune
Les services d'incendie belges sont placés sous l'autorité du Bourgmestre de la commune dans laquelle se trouve le service. Ce dernier est donc légalement le responsable des pompiers. Bien entendu, sur le terrain et en pratique, c'est le commandant du service qui est responsable de la direction des opérations et de la gestion de son service.
Le Bourgmestre a l'obligation de protéger sa commune et ses habitants contre le feu et les catastrophes, donc de se munir d'un service de pompiers ou de passer un accord avec la commune la plus proche disposant d'un service d'incendie afin que celui-ci couvre le territoire de la commune qui n'en dispose pas. Cet accord implique généralement un cofinancement du service en question par les différentes communes.
Les pompiers étant des agents communaux (sauf à Bruxelles), leurs salaires sont à charge des communes.

#### Le gouverneur et la province
Le gouverneur de la province fixe les communes d'implantation et la composition des services. Dans certaines provinces, cette dernière intervient également dans l'achat et le financement de matériel et de véhicules. De plus les centres de formations des pompiers et des ambulanciers sont généralement organisés à l'échelle provinciale.

#### L'État fédéral
L’État fédéral intervient dans le financement et l'achat de matériel (notamment via des marchés globaux) ainsi que dans les différentes législations déterminant les règles générales des services d'incendie (comme les différentes missions à effectuer etc.). Deux ministères sont concernés par les services d'incendie : le service public fédéral Intérieur pour les pompiers à proprement parler et le service public fédéral Santé publique pour tout ce qui concerne l'aide médicale urgente (les ambulances). 
Cependant les dotations de l'état étant généralement insuffisantes ou mal placées, les communes (et parfois les provinces) doivent régulièrement intervenir pour compléter le matériel des casernes afin de maintenir les services dans un état de fonctionnement acceptable. C'est là tout l'atout de la réforme de la sécurité civile de 2014, qui permettra, entre autres, un meilleur investissement du fédéral, une décharge financière des communes et une meilleure répartitions des moyens, via le système des zones de secours.

#### Classification des services
Les services d’incendie belges étaient répartis en quatre classes (ou catégories),: 
- C : Corps de pompiers uniquement composés de sapeurs-pompiers volontaires. Elle se distingue du groupe Z par son étendue géographique et sa limite à une seule commune. D'où la lettre « C » pour « communal »
- X : Corps de pompiers essentiellement composés de sapeurs-pompiers professionnels (la Belgique en compte 5 : Anvers, Bruxelles, Charleroi, Gand, Liège).
- Y : Corps de pompiers dits « mixtes », composés de professionnels et de volontaires.
- Z : Corps de pompiers (théoriquement) uniquement composés de sapeurs-pompiers volontaires.

### Actuellement
Selon la loi du 15 mai 2007, la Belgique est subdivisée en 34 zones de secours au vu de la Réforme de la sécurité civile belge. Elles sont une entité légale propre afin de pouvoir gérer les différentes casernes qui la composent. Les pompiers ne dépendent donc plus des communes et de leur bourgmestres mais bien des zones de secours, dirigées par un conseil de gestion composé, d'une part de pompiers et d'autre part de « civils » (notamment de certains bourgmestres). Le but de ces zones et de la réforme est de mieux coordonner les interventions des sapeurs-pompiers (surtout en cas de renforts d'autres corps d'incendie) ainsi que d'améliorer la formation des agents, de répartir plus équitablement les moyens et leur financement et d'améliorer le statut des hommes du feu. Ces nouvelles zones de secours sont opérationnelles depuis 2014, mais certaines fonctionnaient d'ores et déjà en « prézones opérationnelles ». 

### Numéro d'appel
Voici les différents numéros d'appel des pompiers belges depuis que le premier fut instauré dans les années 1960 :
- le « 900 » : Dès l'apparition du téléphone, ce moyen s’avéra plus qu'efficace pour prévenir les secours en cas de sinistre. Au départ, chaque caserne disposait de son propre numéro. En 1959 la première centrale d'appel unifiés vit le jour à Anvers faisant office de centrale test. Cinq années plus tard, la loi relative à l'aide médicale urgente (A.M.U., autrement dit les ambulances urgentes, gérée également par les pompiers) instaure le « 900 » comme numéro unique partout dans le Royaume ;

- le « 100 » : Le 30 octobre 1987, le « 100 » est choisi comme nouveau numéro unique pour les pompiers et les ambulances. Ce changement est notamment du aux normes européennes voulant que le numéro des secours dans l'Union commencent par le chiffre « 1 » ;

- le « 112 » : Aujourd'hui chaque province compte une seule et unique centrale d'appel 100/112. En effet depuis le début des années 2000, l'Union européenne a instauré le numéro d'appel unique européen « 112 » qui devra à l'avenir être utilisé aussi bien pour les pompiers que pour la police. Cela permettra à chaque citoyen européen, peu importe le pays d'où il provient, de n'avoir à retenir qu'un seul numéro en cas d'urgence, qu'elle soit médicale, de sécurité ou autre.

Ce numéro est, comme ses prédécesseurs, gratuit. Il peut être composé de n'importe quel téléphone, même d'un téléphone portable ne disposant pas de carte SIM. 
Les centrales d'appels de secours actuelles reconnaissent également certains numéros d'appel « internationalement connus » comme le numéro américain 911, qui fonctionne en Belgique.
Pour les appels non urgents mais nécessitant une intervention des pompiers (caves inondées par exemple), un numéro destiné à désengorger le « 112 » a été mis en place à partir du 1er août 2017, le « 1722 ». Il n'est activé qu'en cas d'inondations ou de tempêtes et son application a laissé sceptique les syndicats, estimant que « si les gens appellent les services d'urgence, c'est toujours urgent, [...]. Tout le monde continuera à appeler le 112 ».

### Les zones de secours

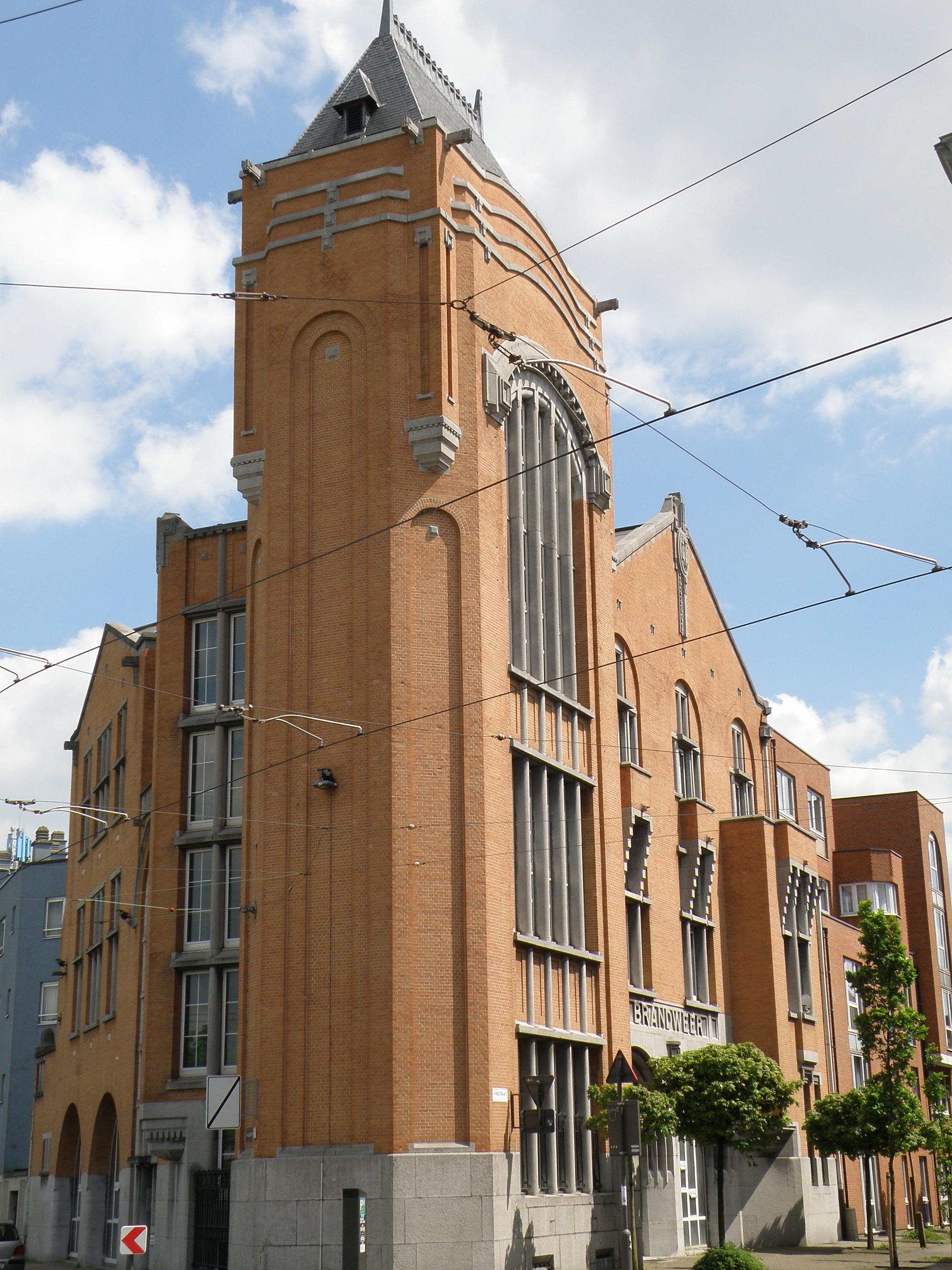
L'une des 6 casernes de la zone de secours Anvers.

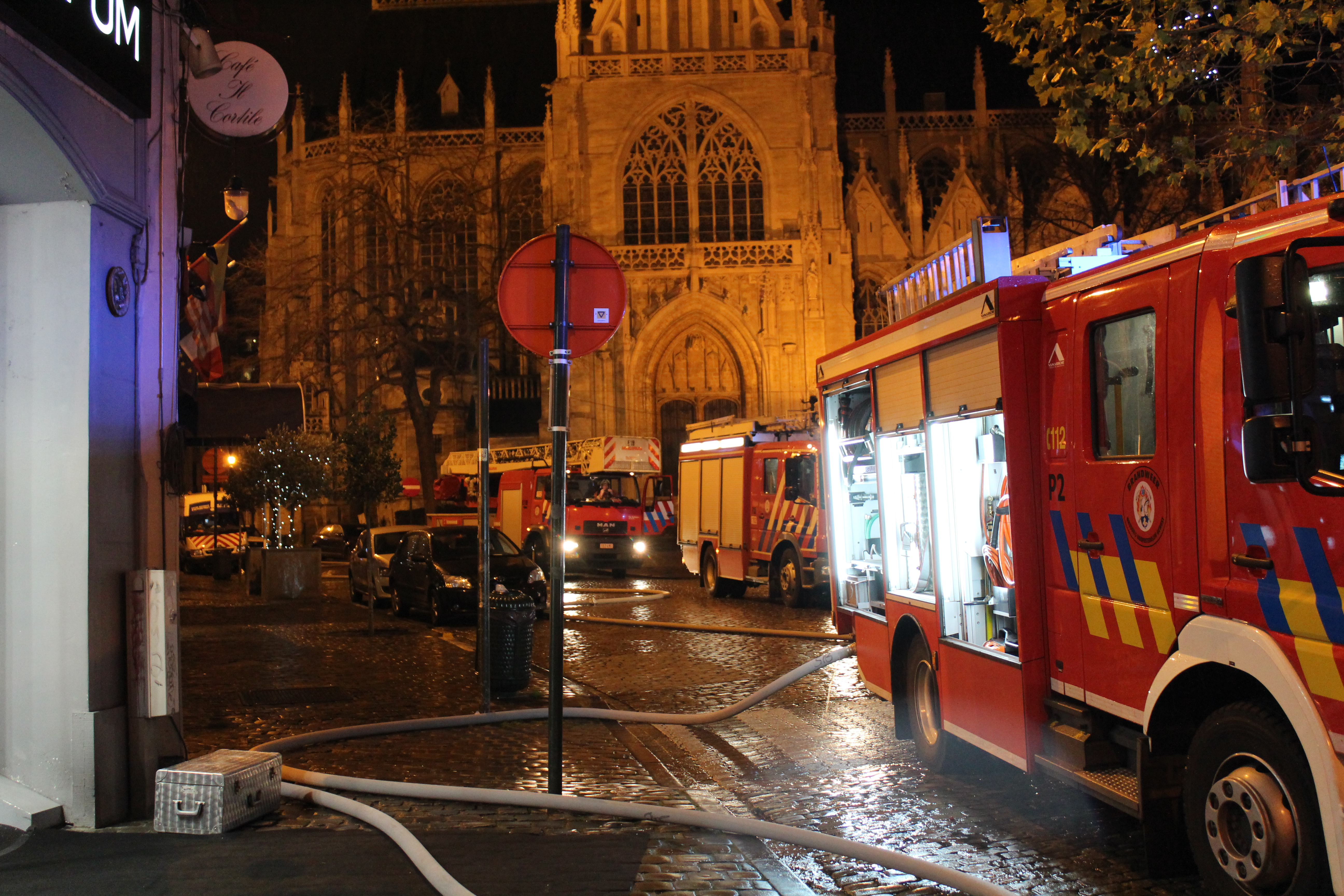
Les pompiers de Bruxelles, en intervention près de la place du Grand Sablon.

Avec la réforme, les 251 services d'incendie et postes avancés ont été remplacés par 34 zones de secours, couvrant chacune une partie voire la totalité d'une province et est constituée d'au moins deux casernes, dont une constitue l'État-major.
La Belgique compte en réalité une 35e zone de secours, celle du Service d'incendie et d'aide médicale urgente de la région de Bruxelles-Capitale (SIAMU) qui possédait avant la réforme un statut particulier : ce corps est au service de la Région de Bruxelles-Capitale et non d'une administration communale.

## Les missions

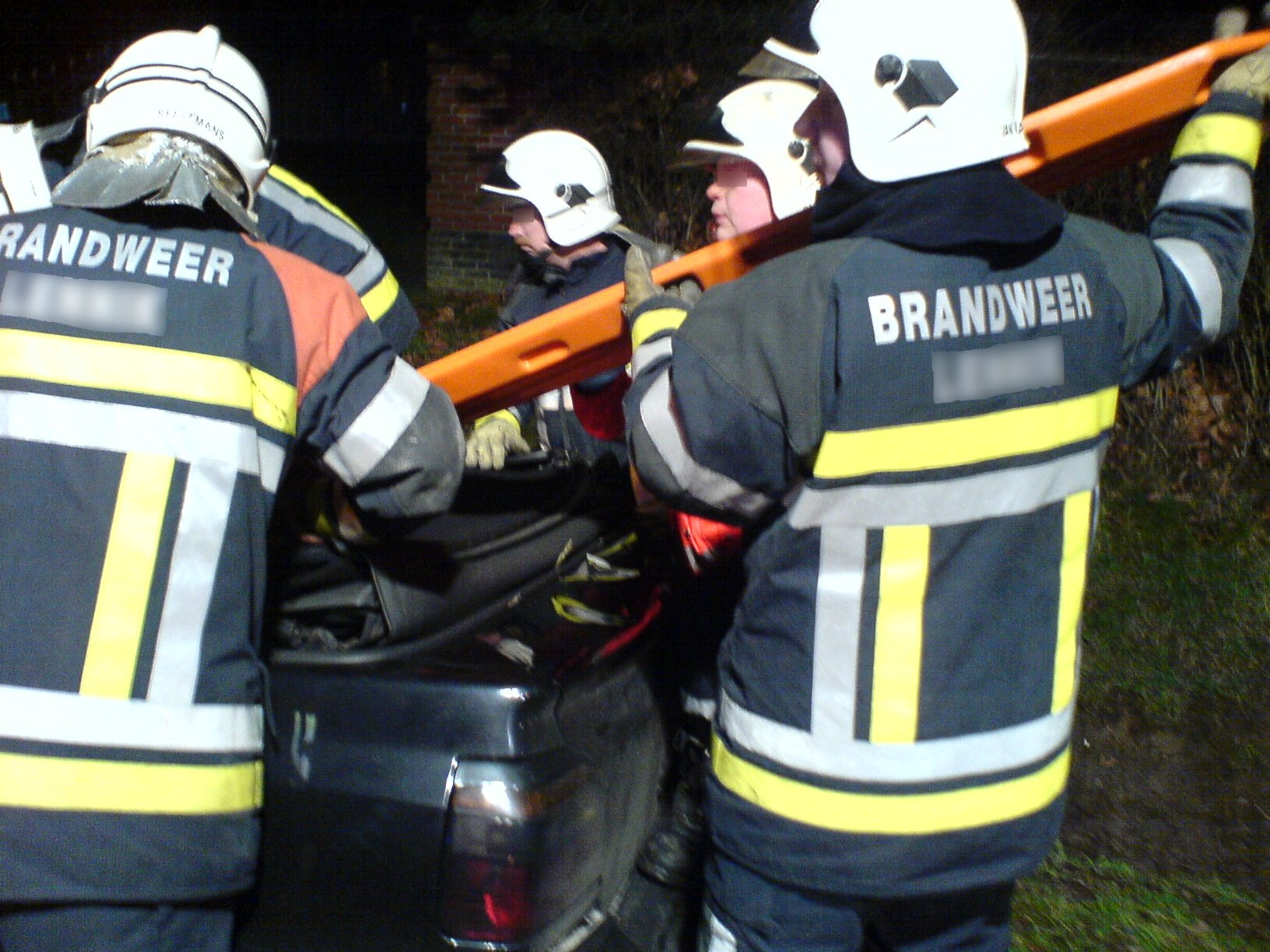
Pompiers de Louvain lors d'une mission de secours routier

Une loi du 25 mars 2003 modifie l'article 2bis de la loi de 1963 comme suit les missions en matière de sécurité civile :
1. Les interventions relatives à la lutte contre le feu et l'explosion ;
2. Les opérations de secours techniques ;
3. L'aide médicale urgente ;
4. La prévention en matière d'incendie ;
5. La lutte contre les pollutions chimiques, nucléaires, biologiques et d'hydrocarbures ;
6. Les inondations ;
7. Les télécommunications et la coordination ;
8. Les missions internationales de protection civile ;
9. Les missions préventives lors de grands rassemblements de personnes ;
10. La distribution d'eau ;
11. L'alerte à la population.

## Moyens humains
Il y a officiellement 17 000 pompiers en Belgique se répartissant en 12 000 volontaires (env. 70 % des effectifs) et 5 000 professionnels (env. 30 %). Cependant, un nombre non négligeable de pompiers professionnels est également volontaire dans un autre service : il n'y a donc pas réellement 17 000 pompiers en Belgique. Les pompiers sont des agents communaux ou d'associations intercommunales, sauf ceux de la région de Bruxelles-Capitale qui sont des agents de cette région. Les pompiers volontaires n'ont pas cette qualité.

### Grades
Les grades des sapeurs-pompiers belges sont inspirés de ceux de l'armée belge. En effet, une hiérarchie est indispensable afin de mener à bien les missions urgentes qui sont souvent réalisées dans le stress et l'inconnu. Une parfaite gestion des moyens humains et matériels est donc nécessaire et s'obtient via le système de grades et la discipline.
En ce qui concerne les pompiers de Bruxelles, les grades à consonance militaire avaient été supprimés en 1998. Ils ont été rétablis en 2006 (Arrêté du Gouvernement de la Région de Bruxelles-Capitale pris le 15 septembre 2006 et publié au Moniteur Belge (Journal officiel) le 3 octobre 2006).

### Le système des volontaires

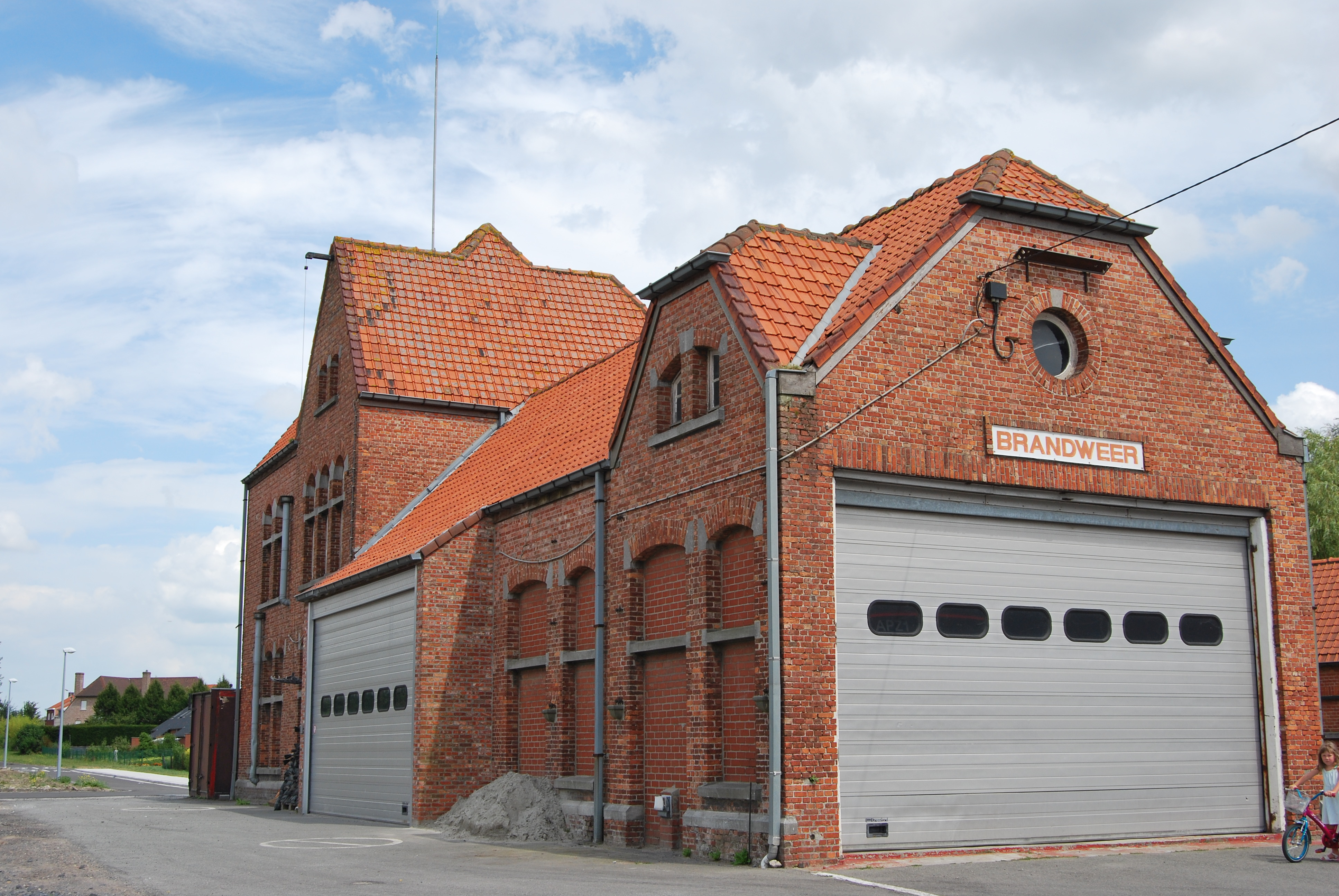
Ancienne caserne des pompiers volontaires de Zonnebeke située dans une gare.

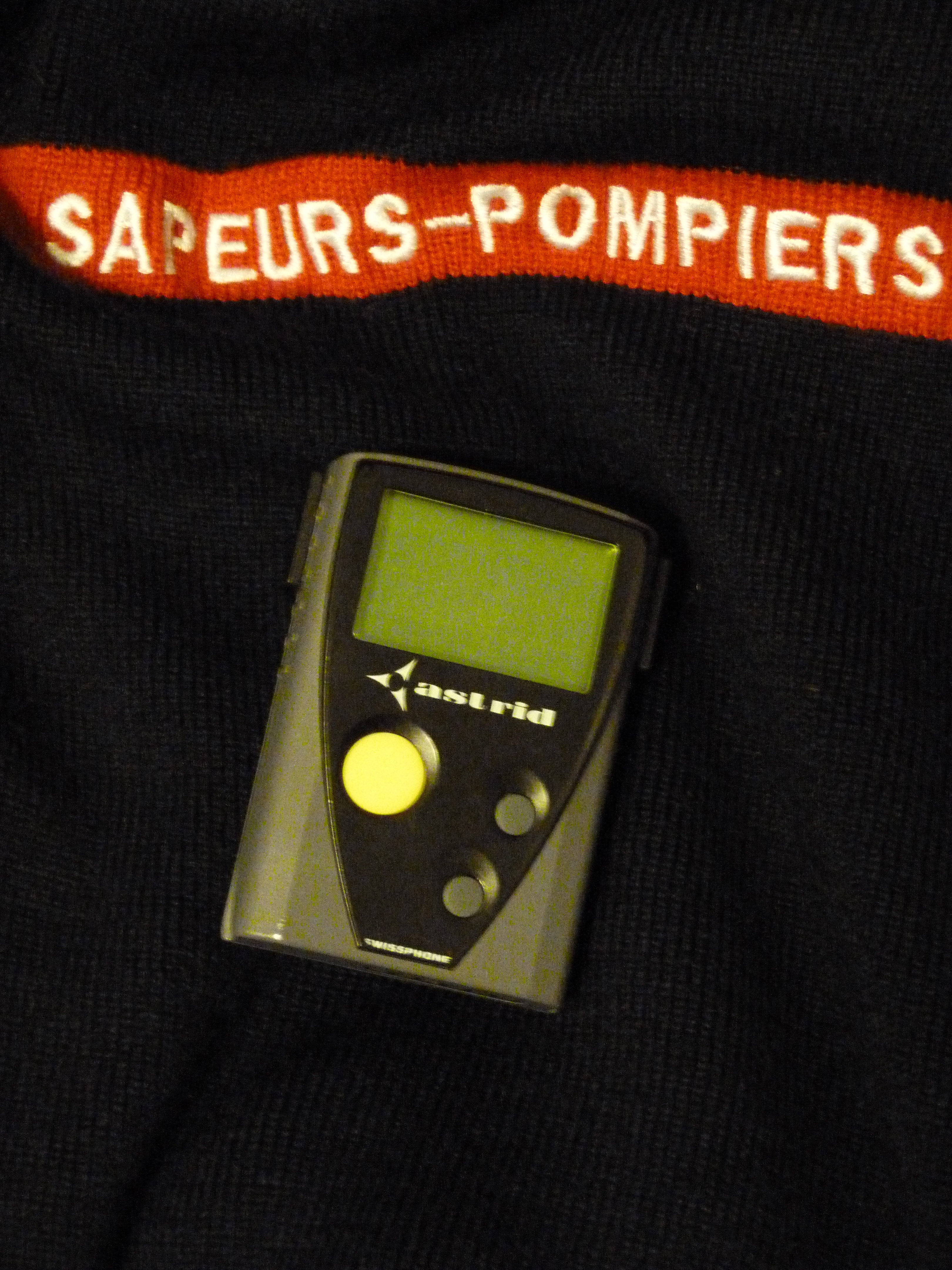
Un bipeur de pompier belge du système de télécommunication A.S.T.R.I.D.

En Belgique, la majorité des pompiers est volontaire, c'est-à-dire qu'ils ont un travail principal et qu'ils exercent le métier de pompier après leurs heures. Ils sont plus ou moins 12 000, sur 17 000 pompiers (les autres étant professionnels mais pouvant être volontaire en même temps dans un autre service, il y a donc moins de 17 000 pompiers en Belgique). Ils sont rémunérés à l'heure et à la mission mais le tarif dépend actuellement des communes, ce qui devrait changer avec la réforme de la sécurité civile belge, puisque le tarif de rémunération des prestations sera égal pour chaque pompier en Belgique, professionnel ou volontaire, le travail étant le même.
En général, les pompiers volontaires disposent d'un bipeur qui leur permet d'être rappelés à la caserne et donc de prester leurs gardes à domicile. Ces gardes ne sont normalement, jusqu'à présent, pas payées, le volontaire étant payé à l'heure prestée en mission. Bien que dans certaines casernes (Couvin, Nivelles par exemple), certains volontaires aient tenté une action en justice afin de changer la donne, mais c'est encore flou et cela se joue au cas par cas. Dans certains services un système de garde casernée est parfois mis en place, mais, bien qu'elle soit fort efficace, cette pratique est peu courante à cause de son coût salarial que les communes ne peuvent, ou se refusent à, supporter.
L'un des problèmes des volontaires est que leur statut n'est pas reconnu. En clair, le métier n'existe pas légalement. Les pompiers volontaires sont donc des agents communaux. Cela pose régulièrement problème et c'est aussi l'un des grands points de la réforme. La deuxième grande revendication des volontaires est le droit à une pension, qu'ils n'ont pas pour le moment.
Le système de pompiers volontaires commence à poser problème depuis quelques années car leur nombre diminue de plus en plus. Ajoutons à cela les formations de plus en plus longues et techniques afin de devenir (et de rester) sapeur-pompier, la liste des candidats comme volontaire est de moins en moins longue lors des recrutements et s'effiloche de manière drastique jusqu'à la fin de la formation de base, pour, finalement, ne laisser que de trop peu nombreux nouveaux pompiers. Cela entraîne donc une professionnalisation inévitable des services, mais qui, encore une fois, soulève la fameuse question du : « Qui va payer? »

## Moyens matériel

### Véhicules

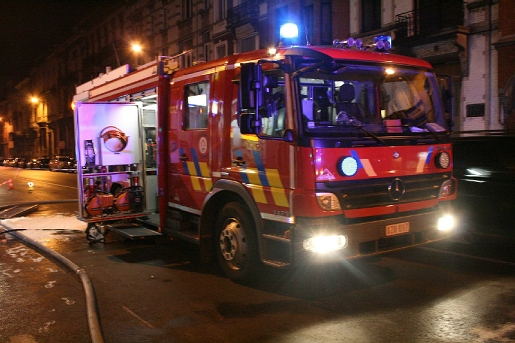
Une autopompe multifonctionnelle des pompiers de Bruxelles

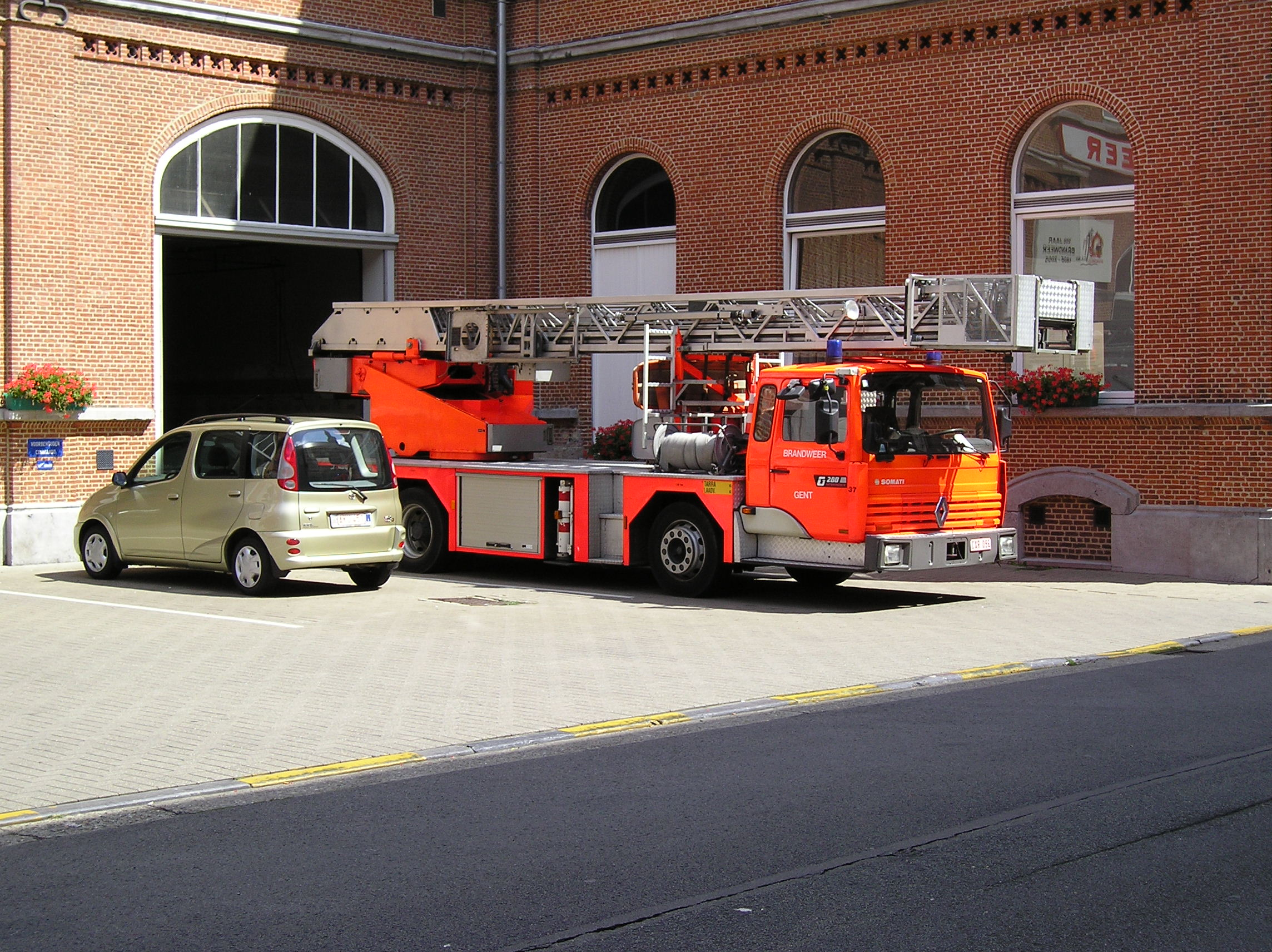
Auto-échelle des pompiers de Gand.

Les véhicules de pompiers de la zone sont essentiellement les mêmes que les autres véhicules de pompiers belges et assurent les mêmes missions . Ils sont séparés en deux types : les véhicules pompiers et les véhicules d'aide médicale urgente.
Voici les véhicules de base pour les missions « pompiers »  :
- l'autopompe (Fourgon Pompe-Tonne : FPT) : c'est l'unité de base des véhicules "pompiers", elle est généralement dite "semi-lourde", référant aux caractéristiques de la pompe dont le camion dispose et transporte 6 hommes. Elle est présente sur toutes les missions incendie ou représentant un danger d'explosion. Certaines peuvent être de types 4x4 pour les feux dans des endroits inaccessibles par route comme les champs ou les forêts ;
- les engins de travail en hauteur (échelle pivotante automatique : EPA) : ils peuvent être de deux types: soit auto-échelles soit auto-élévateurs. L'élévateur ne disposant pas d’échelons afin de grimper dans la nacelle mais disposant d'un bras articulé permettant une plus grande liberté de mouvements. Les auto-échelles sont généralement de 32 mètres de haut tandis que les bras-élévateur tournent entre 18 et 26 mètres à quelques exceptions près. Ces engins sont armés par 2 ou 3 pompiers maximum ;
- les camions citerne (Camion Citerne Feux de Foret : CCFF) : ils sont chargés de l'approvisionnement en eau des autopompes et des auto-échelles. Leur capacité en eau varie selon les modèles: de 5 000 litres pour les anciens à 14 500 litres pour les plus récents. Ils transportent 2 ou 3 pompiers maximum ;
- les véhicules de désincarcération : ce sont les camions qui interviennent sur toutes les interventions techniques et spécialement les accidents de la route. Ils disposent d'une foule de matériels d'enfoncement ou de découpage et notamment de cisaille(s) et d'écarteur(s) permettant de découper un véhicule afin d'en extraire (désincarcérer) une victime. Il n'y prend place que 2 ou 3 pompiers maximum ;
- les véhicules divers : ce sont tout le restant des véhicules pompiers qui sont plus spécialisés, comme les véhicules de balisage (Véhicule de secours routier : VSR), les véhicules de commandement et de logistique (Véhicule de Poste de Commandement : VPC), les véhicules techniques (Véhicule toute utilité : VTU), les véhicules REHAB (Réhabilitation ; après un incendie, pour décontaminer les tenues polluées par les fumées toxiques) les véhicules "GRIMP" (Groupe de Reconnaissance et d'Intervention en Milieu Périlleux), les véhicules plongeurs (CMIS), les remorques-motopompes, les unités chimiques (CMIC), les unités radioactives (CMIR),les camions porte-conteneurs, etc.

Quant à l'aide médicale urgente les différentes zones de secours disposent de  :
- ambulances : peintes en jaune depuis le début des années 2000, elles étaient autrefois armées de trois hommes mais, en raison du manque de personnel dans la plupart des casernes, il n'y a plus que deux secouristes-ambulanciers par ambulance. Elles contiennent tout le matériel nécessaire aux premiers soins, y compris aux réanimations. Elles ne transportent qu'un seul patient à la fois. Un PIT est constitué de deux ambulanciers et d'un infirmier spécialisé en soins intensifs et d'urgence. Depuis 2021, le bariolage de type Battenburg (rectangles jaunes et verts) est obligatoire sur les ambulances du service 112.

- SMUR (Service mobile d'urgence et de réanimation) : ce sont également des véhicules armés d'un infirmier et d'un médecin, qui démarrent du service des urgences d'un hôpital ;

### Matériel spécifique belge
- Les tuyaux d'incendie possèdent des raccords DSP, quart de tour.

### Tenues

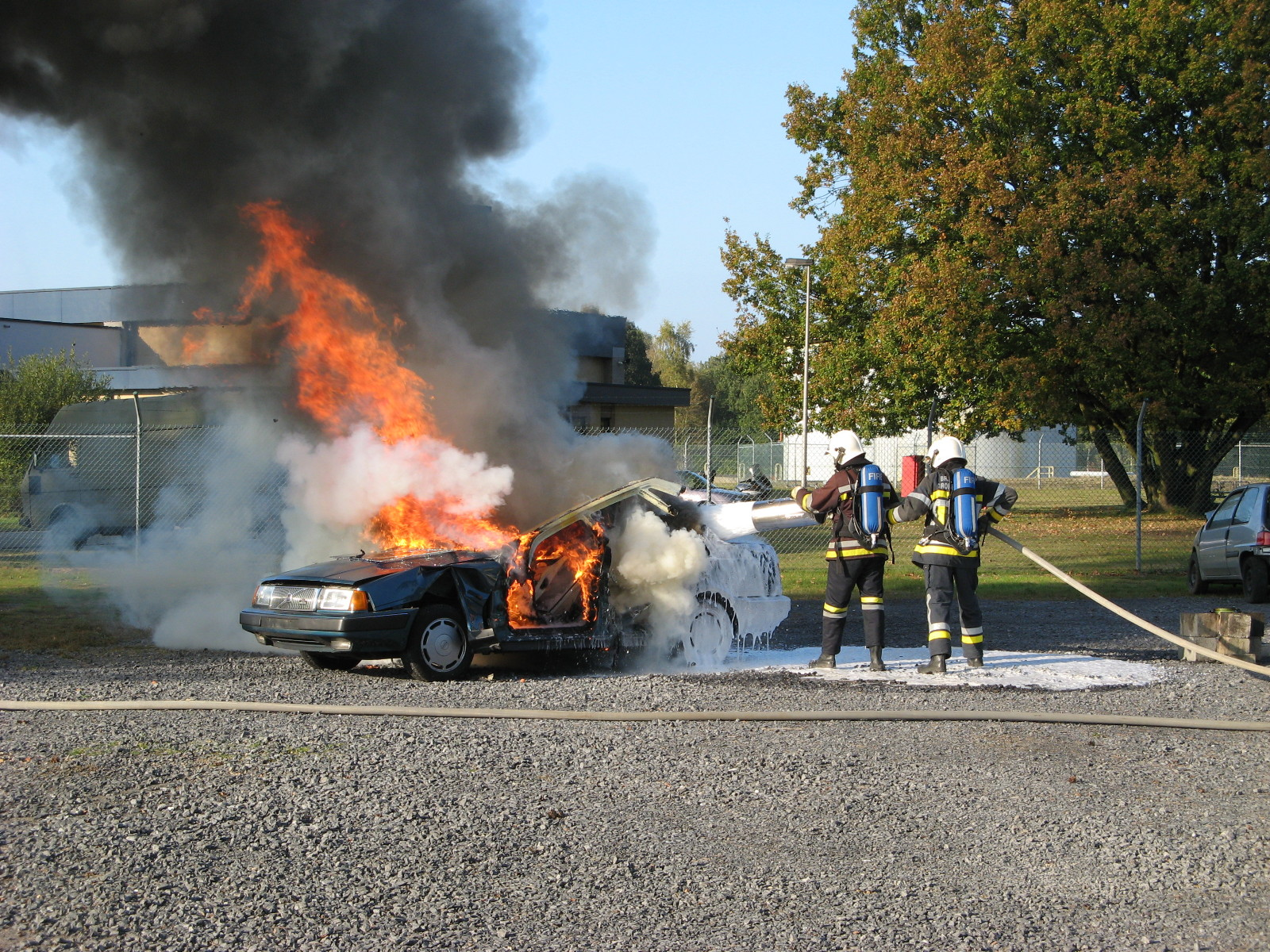
Deux pompiers belges en tenue complète de feu, éteignant un feu de voiture à l'aide d'une lance à mousse, à Grobbendonk.

Les tenues des pompiers belges se composent de quatre tenues différentes:

#### La tenue de service
La tenue de service (ou tenue de casernement) se compose:
- d'une veste bleu foncé ;
- d'un pantalon bleu foncé ;
- d'une chemise bleu foncé ou clair ;
- d'un pull bleu foncé avec épaulettes détachables ;
- d'un t-shirt (dépendant du règlement d'ordre intérieur de chaque service) ;
- de chaussettes noires ou bleu foncé ;
- de chaussures noires (à noter qu'il n'est pas précisé que ce soient des bottes).

#### La tenue d'intervention «pompier»
La tenue d'intervention se compose:

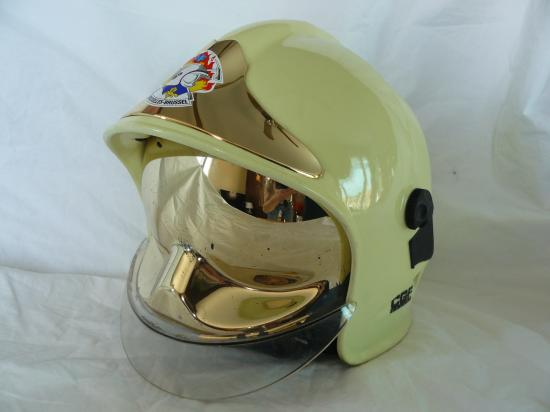
Le casque F1 équipe actuellement les pompiers de Bruxelles. Son remplacement est à l'étude.

- de bottes de sécurité (normes EN 15090-2006) ;
- de gants de feu (normes EN 659) ;
- d'une veste et d'un pantalon d'intervention (normes EN 469-2005) ;
- d'un casque (norme EN 443-2008) ;
- d'une ceinture (normes EN 358 + chaleur selon NBN S21-031) ;
- d'une cagoule anti-feu en Nomex.

Pour des raisons évidentes de sécurité, la tenue de feu est désormais dédoublée pour éviter la contamination du corps du pompier.
Après intervention sur un incendie, la partie intérieure de la tenue est découplée de la partie extérieure (contaminée par les fumées toxiques). Cette dernière est déposée au véhicule REHAB (Réhabilitation).

#### La tenue d'intervention «ambulance»

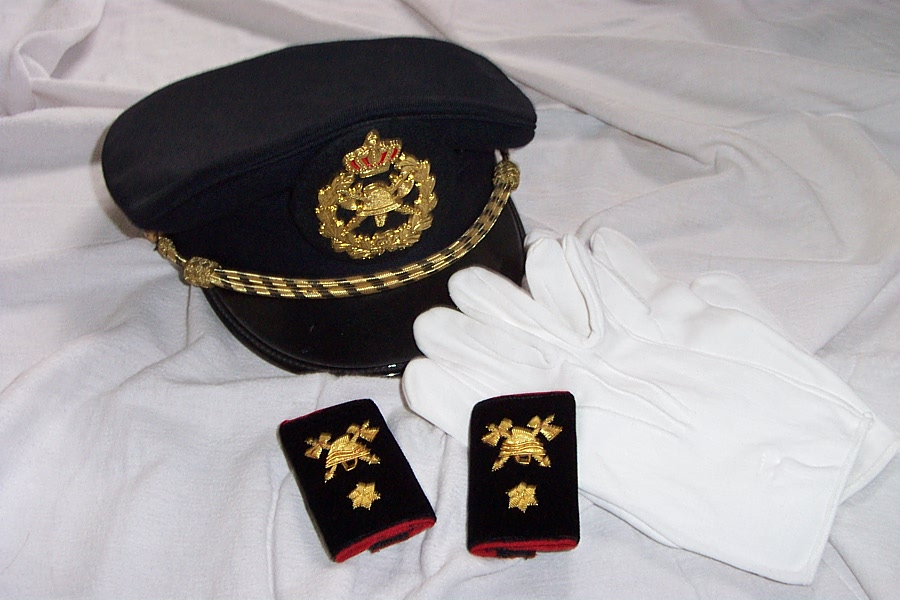
Un képi de sous-officier (bande mi dorée mi noire en dessous de l'insigne) et des insignes d'officier (Sous-Lieutenant) des sapeurs-pompiers belges, faisant partie de la tenue de sortie.

Avant la réforme de la sécurité civile belge de 2014 elle n'était pas officiellement réglementée et est donc soumise à un l'appréciation des services. Mais généralement elle se compose de la tenue de service plus une veste fluorescente, souvent jaunes (sur le modèle des pompiers néerlandais).

#### La tenue de sortie
La tenue de sortie est un uniforme costume-cravate et sa casquette. Il est bleu foncé et se porte avec une chemise bleu clair pour les hommes du rang et les sous-officiers et bleu clair ou blanche pour les officiers. Les grades sont apposés sur les manches et sur le col de la veste ainsi que sur les épaulettes des chemises. Tandis que les képis sont munis d'une bande: dorée pour les officiers, rayées or/noir pour les sous-officiers et noire pour les hommes du rang. Les chaussettes et chaussures sont noires.
Le petit triangle sur sa pointe cousu sur la manche de la tenue de sortie indique, via sa couleur, si le pompier est volontaire (bleu), professionnel (rouge) ou pompier privés (d'entreprises) (vert). Les chefs de services se distinguent par une couronne brodée de fils d'or cousue sur ce triangle.

### Casernes
Les casernes de pompiers belges se distinguent par la taille du service d’incendie qu'elles abritent. Elles peuvent aller d'une simple remise avec un seul camion pour un corps volontaire, à un énorme bâtiment pour certains gros corps.

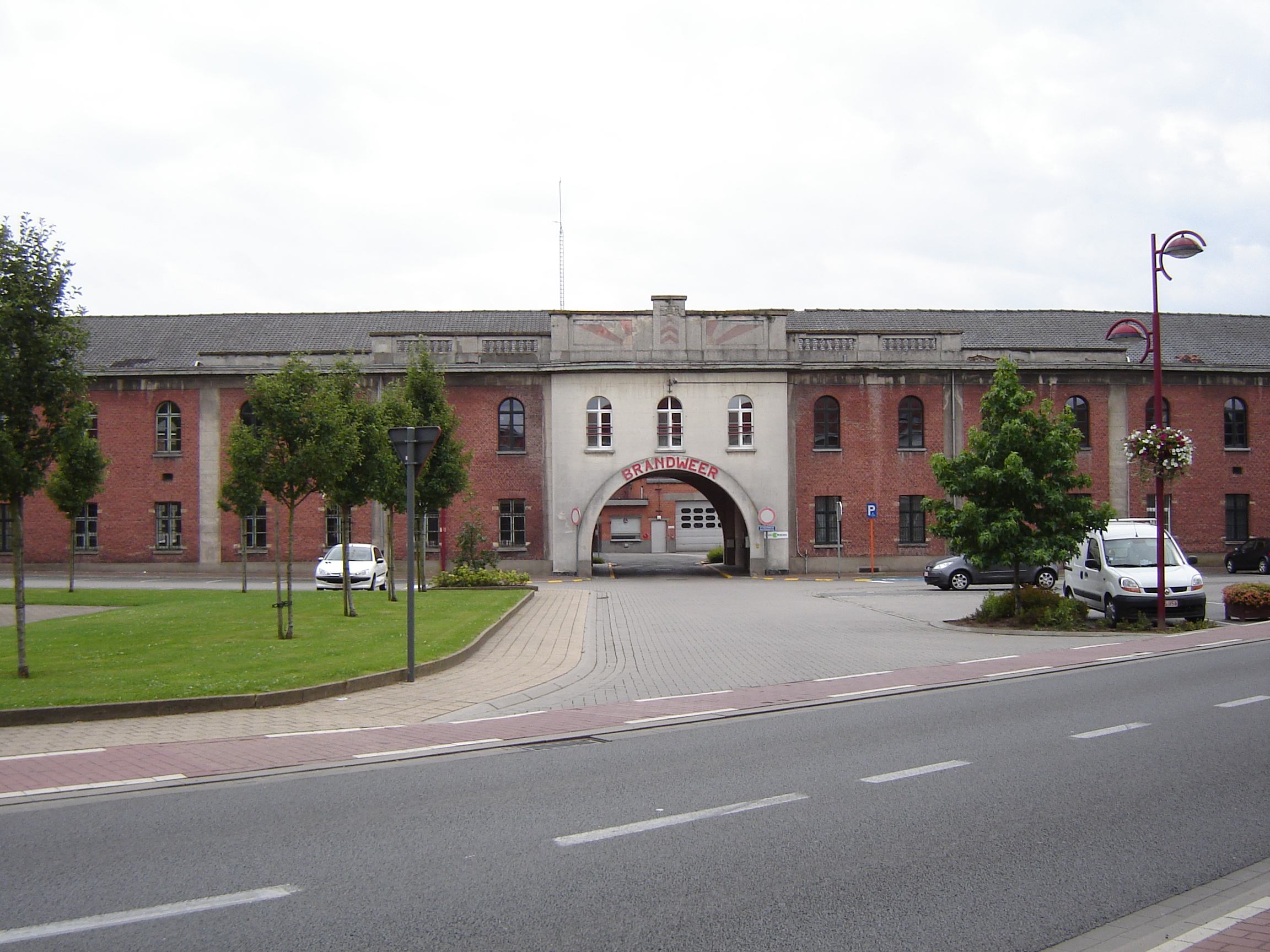
Les pompiers de Menin sont logés dans un ancien hôpital militaire, qu'ils partagent avec la Croix-Rouge, la protection civile et le CPAS.
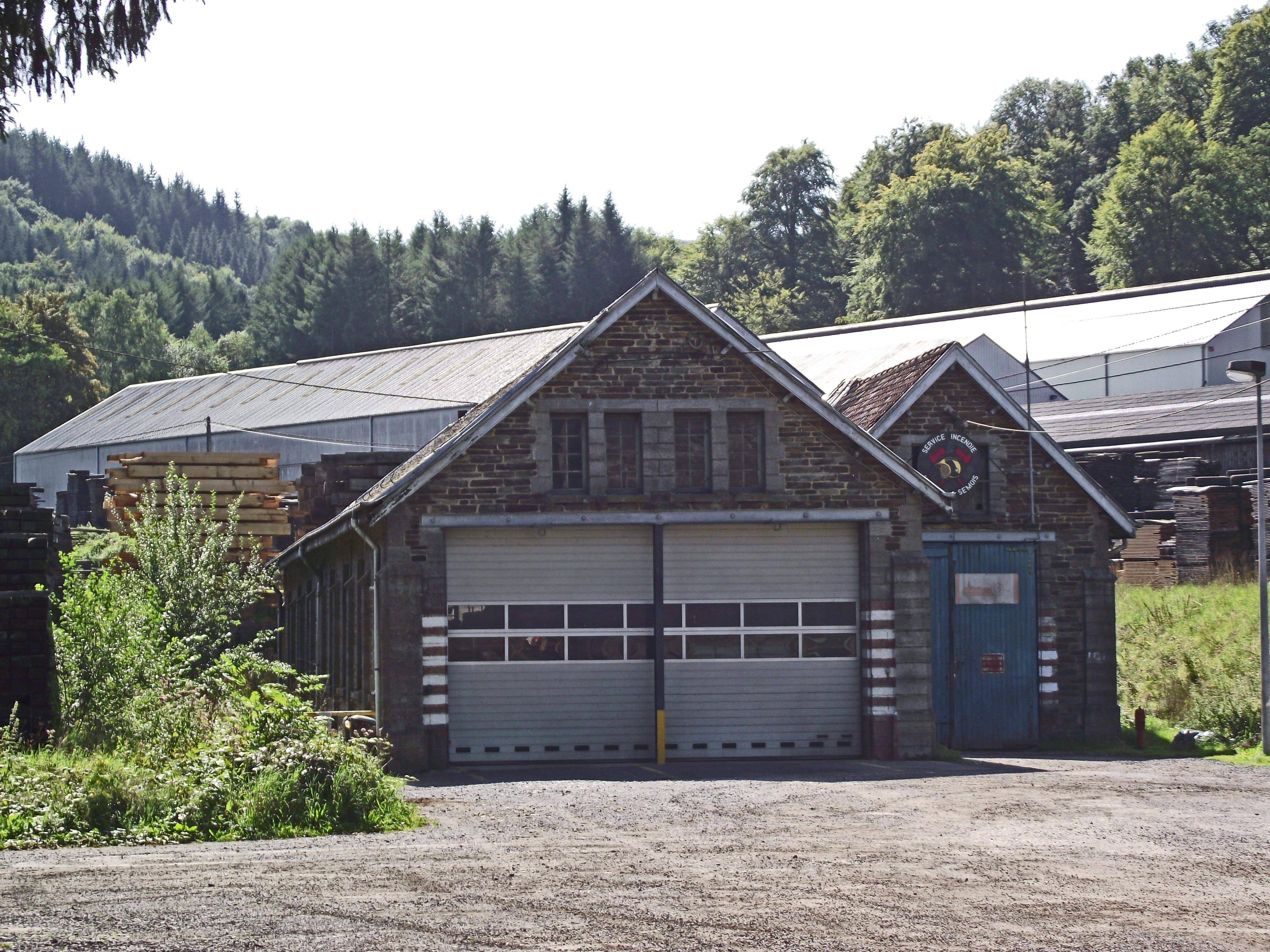
La petite caserne des pompiers volontaires de Vresse-sur-Semois, dans la province de Namur.
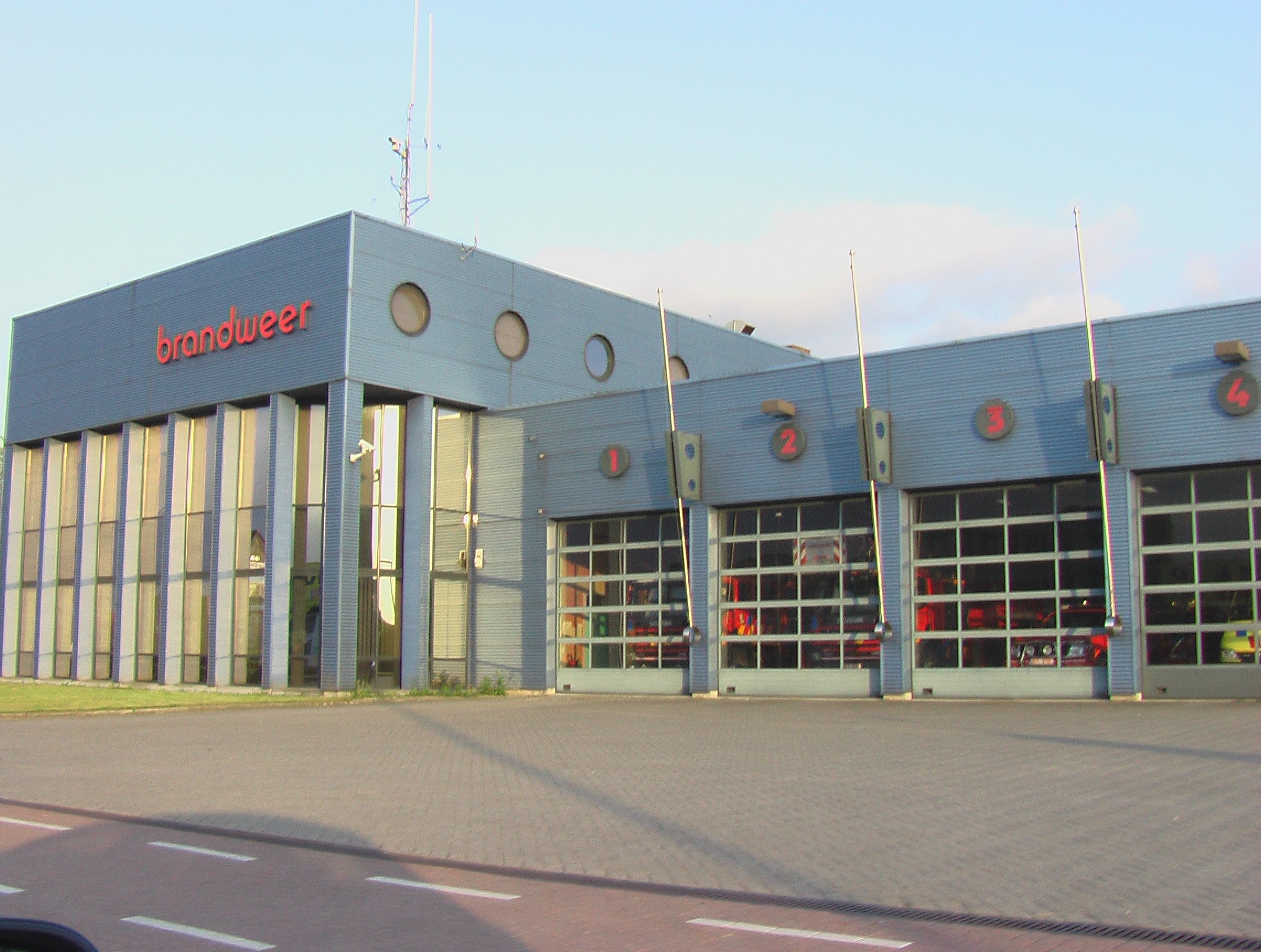
La caserne moderne des pompiers de la ville de Zaventem, dans le Brabant flamand
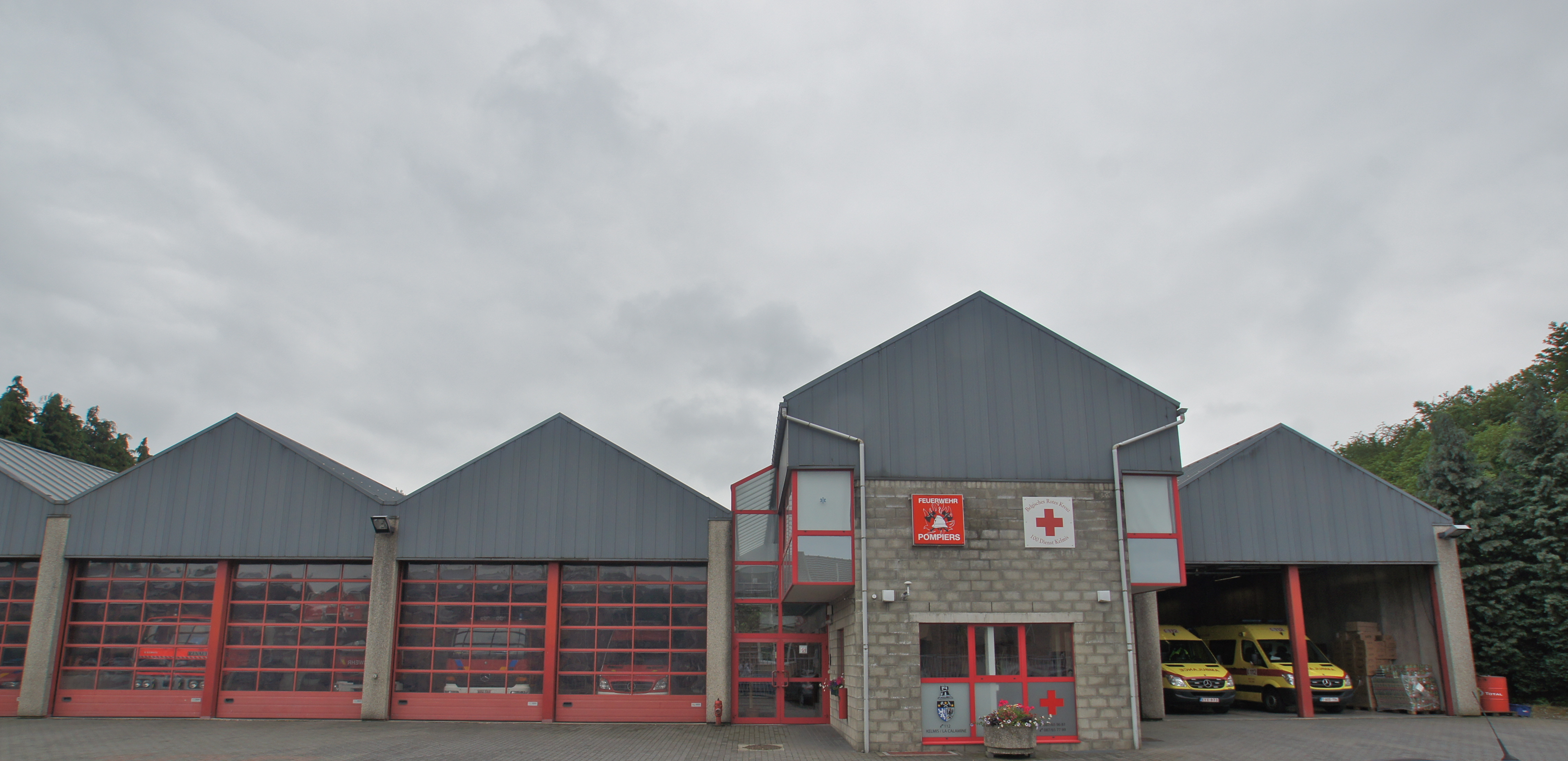
La caserne des pompiers de La Calamine (Neu Moresnet), dans la Communauté germanophone de Belgique, en province de Liège.
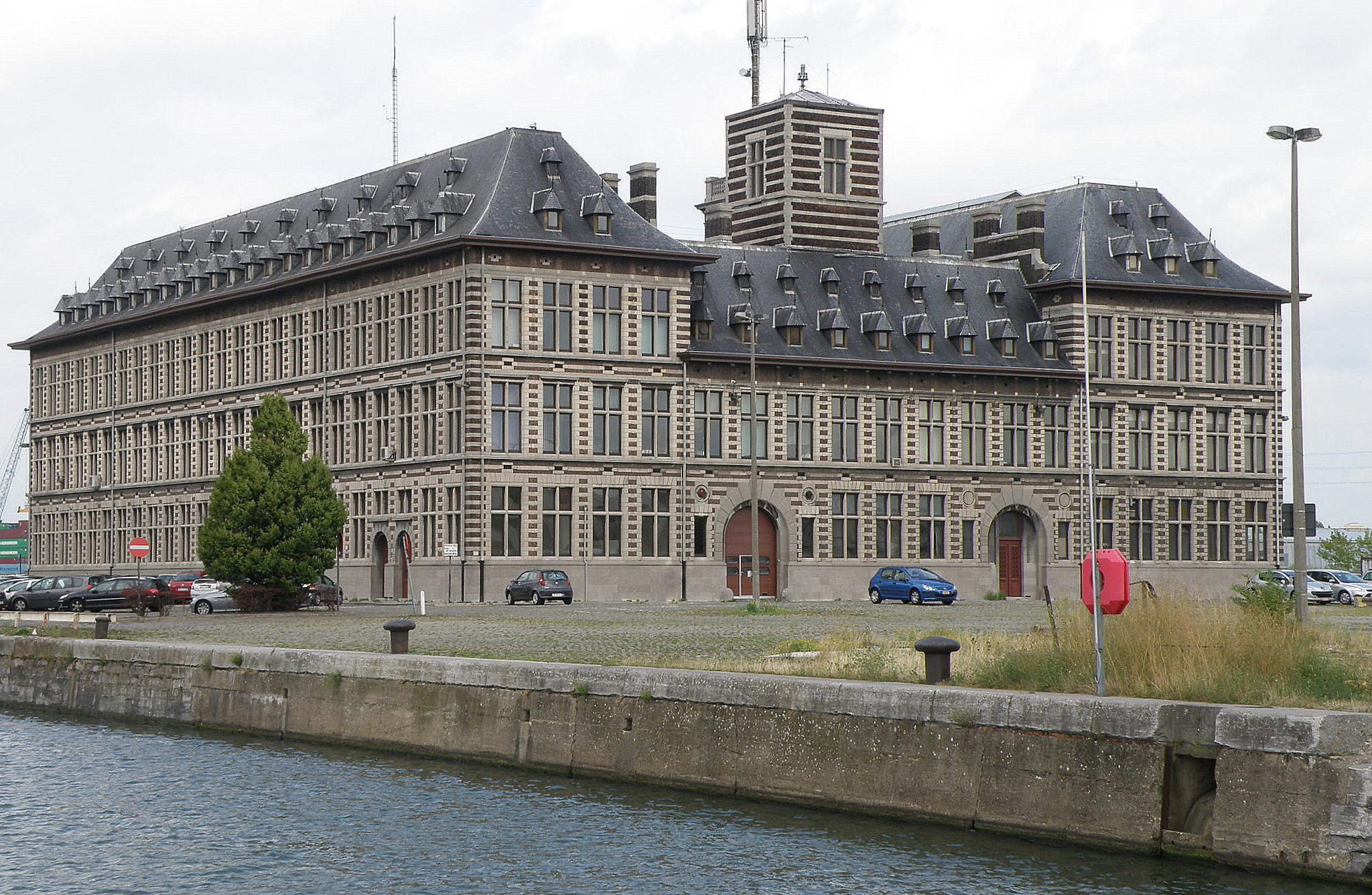
L'ancienne caserne État-major des pompiers d'Anvers, sur Siberiastraat.
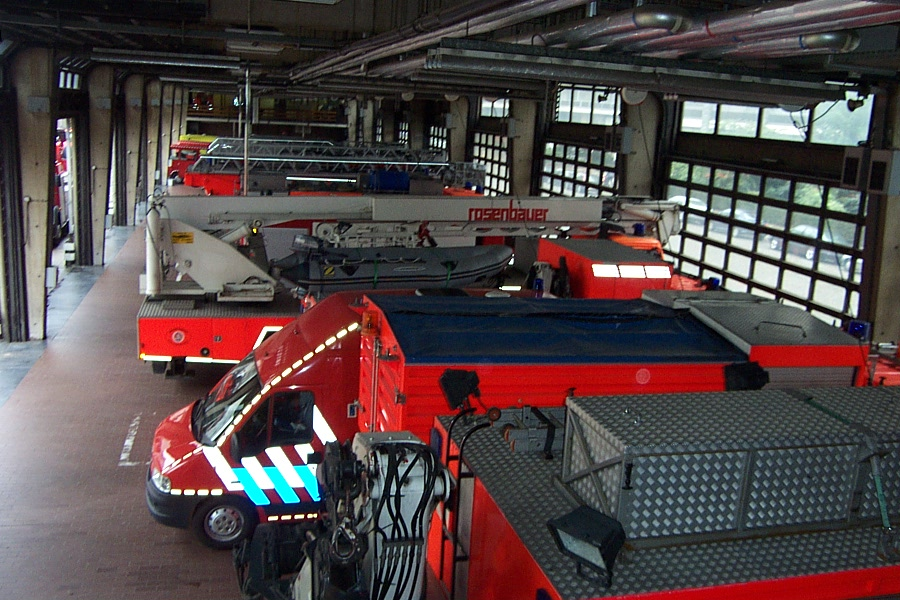
L'intérieur du garage principal de la caserne de l'Héliport des pompiers de Bruxelles.

### Moyens de communication
Les services de secours en Belgique (Pompiers, Police, protection civile et intervenants AMU) sont tous équipés du système de communication radio A.S.T.R.I.D.. Cela permet de communiquer efficacement et de manière codée entre ces différents acteurs.

## Recrutement et formation

### Recrutement
Le recrutement de pompier est initié à la demande du conseil communal ou du gouvernement régional pour les pompiers de Bruxelles.

### La formation de pompier
Le sapeur-pompier suit une formation de base de 130h (qui passera bientôt[Quand ?] probablement[évasif] à 270h). À l'issue de celle-ci, il obtient le brevet de sapeur-pompier. 
Les thèmes de la formation se découpent en quatre modules qui comportent plusieurs chapitres. Les voici lors de la version du cours de 2013 établie par le service public fédéral Intérieur:
- Module A : secours et lutte contre l'incendie
  - Chapitre 1 : organisation des services d'incendie
  - Chapitre 2 : les pompiers et la circulation routière
  - Chapitre 3 : le bien-être au travail
  - Chapitre 4 : incendie et lutte contre le feu
  - Chapitre 5 : le matériel de lutte contre l'incendie
  - Chapitre 6 : la communication chez les pompiers
  - Chapitre 7 : le déroulement d'une intervention
  - Chapitre 8 : tactique de lutte contre l'incendie
  - Chapitre 9 : les types d'incendie
  - Chapitre 10 : les missions de sauvetage
  - Chapitre 11 : le matériel de sauvetage

- Module B : protection individuelle
  - Chapitre 1 : cadre légal de l'utilisation des équipements de protection individuelle
  - Chapitre 2 : les types d'EPI et les vêtements d'intervention
  - Chapitre 3 : la protection respiratoire
  - Chapitre 4 : protection contre les risques chimiques
  - Chapitre 5 : protection contre la radioactivité
  - Chapitre 6 : extermination des nids de guêpes
  - Chapitre 7 : protection anti-chutes
  - Chapitre 8 : accoutumance à la chaleur

- Module C : les premiers soins
  - Chapitre 1 : les procédures générales d'intervention
  - Chapitre 2 : les techniques de réanimation et l'asphyxie
  - Chapitre 3 : l'arrêt des hémorragies
  - Chapitre 4 : les brûlures
  - Chapitre 5 : premiers secours en cas de fracture osseuse
  - Chapitre 6 : les secours en cas d'empoisonnement
  - Chapitre 7 : le phénomène de choc

- Module D : exercices pratiques intégrés

### La formation de secouriste-ambulancier

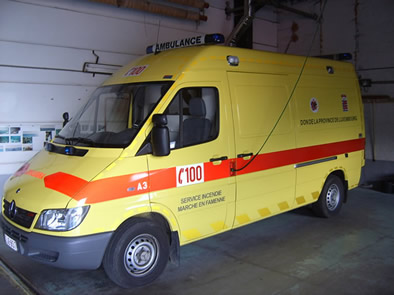
Une ambulance du SRI de Marche-en-Famenne.

Dans la plupart des corps de pompiers (du moins ceux disposant d'un service d'ambulance), le sapeur-pompier est également ambulancier. La formation de secouriste-ambulancier est une formation à l'aide médicale urgente (AMU). Cette formation se compose de 120 heures de cours et de 40 heures de stage (minimum). Pour conserver son badge d'ambulancier, le pompier-ambulancier doit suivre 24 heures de recyclage par an. Il est réévalué tous les 5 ans. 
Les thèmes abordés dans la formation d'ambulancier sont:
- le corps humain ;
- les premières minutes ;
- les affections à risque vital ;
- le patient traumatisé ;
- maladies et intoxications ;
- grossesse et accouchement inopiné ;
- l'enfant en détresse ;
- urgences provoquées par agents physiques (brulure, noyade, froid, chaleur, irradiations) ;
- urgences psychiatriques ;
- le transport du patient ;
- les catastrophes ;
- organisation de l'aide médicale urgente ;
- techniques.

## Décès de pompiers belges dans l'exercice de leur métier
| Catastrophe                                     | Lieu         | Province                        | Date             | Nombre de pompier(s) décédé(s) | Service incendie de tutelle                    |
| ----------------------------------------------- | ------------ | ------------------------------- | ---------------- | ------------------------------ | ---------------------------------------------- |
| Incendie du théâtre de la Monnaie               | Bruxelles    | Région de Bruxelles-Capitale    | 21 janvier 1855  | 3                              | Corps de pompiers de la ville de Bruxelles     |
| Incendie du Gai Séjour                          | Bruxelles    | Région de Bruxelles-Capitale    | 24 février 1965  | 1                              | Corps de pompiers de Saint-Gilles              |
| Feu d'appartement à Bruxelles                   | Bruxelles    | Région de Bruxelles-Capitale    | 1977             | 1                              | Corps de pompiers de Saint-Gilles              |
| Feu de magasin à Bruxelles                      | Bruxelles    | Région de Bruxelles-Capitale    | 1978             | 1                              | Corps de pompiers de Saint-Gilles              |
| Attentat à la voiture piégée des CCC            | Bruxelles    | Région de Bruxelles-Capitale    | 1er mai 1985     | 2                              | SIAMU Bruxelles                                |
| Feu de logements sociaux à Bruxelles            | Bruxelles    | Région de Bruxelles-Capitale    | 1993             | 1                              | Corps de pompiers de Saint-Gilles              |
| Feu de galerie commerciale                      | Recogne      | Province de Luxembourg          | 1995             | 1                              | Service d'incendie de Neufchâteau              |
| Explosion de gaz de Theux                       | Theux        | Province de Liège               | 4 janvier 1997   | 2                              | Service d'incendie de Theux                    |
| Incendie de l’ambassade d'Espagne à Bruxelles   | Bruxelles    | Région de Bruxelles-Capitale    | 21 mars 2002     | 1                              | SIAMU Bruxelles                                |
| Catastrophe de Ghislenghien                     | Ghislenghien | Province de Hainaut             | 30 juillet 2004  | 5                              | Service d'incendie d'Ath                       |
| Retour d'intervention à Theux                   | Theux        | Province de Liège               | 2 aout 2004      | 1                              | Service d'incendie de Theux                    |
| Feu d'entreprise horticole à Rochefort          | Rochefort    | Province de Namur               | 7 février 2007   | 1                              | Service d'incendie de Rochefort                |
| Feu de magasin à Herstal                        | Herstal      | Province de Liège               | 27 avril 2008    | 1                              | Intercommunale d'incendie de Liège et environs |
| Feu d'entrepôt à Uccle                          | Uccle        | Région de Bruxelles-Capitale    | 30 août 2008     | 2                              | SIAMU Bruxelles                                |
| Incendie du complexe Imagix de Mons             | Mons         | Province de Hainaut             | 23 janvier 2011  | 1                              | Service d'incendie de Mons                     |
| Feu de maison à Mélin                           | Mélin        | Province du Brabant wallon      | 29 août 2011     | 1                              | Service d'incendie de Jodoigne                 |
| Accident de circulation à Deerlijk              | Deerlijk     | Province de Flandre-Occidentale | 26 novembre 2011 | 1                              | Service d'incendie de Deerlijk                 |
| Fuite d'eau à Zoersel                           | Zoersel      | Province d'Anvers               | 2 décembre 2011  | 1                              | Service d'incendie de Zoersel                  |
| Accident de circulation à Puurs.                | Puurs        | Province d'Anvers               | 27 mars 2012     | 1                              | Service d'incendie de Willebroek               |
| Accident de circulation à Haacht.               | Haacht       | Province du Brabant flamand     | 9 juin 2012      | 1                              | Service d'incendie de Louvain                  |
| Sauvetage d'un animal (cygne)                   | Tilff        | Province de Liège               | 9 mai 2014       | 2                              | Intercommunale d'incendie de Liège et environs |
| Feu de bâtiment à Beringen                      | Beringen     | Province de Limbourg            | 11 août 2019     | 2                              | Zone de secours Limbourg Sud-ouest             |
| Incendie de l'ancien hôtel Sheraton à Bruxelles | Bruxelles    | Région de Bruxelles-Capitale    | 16 mars 2022     | 1                              | SIAMU Bruxelles                                |
| Incendie à la prison de Lantin                  | Lantin       | Province de Liège               | 29 mai 2025      | 1                              | Zone de secours Liege 2                        |

## Service de pompiers privés

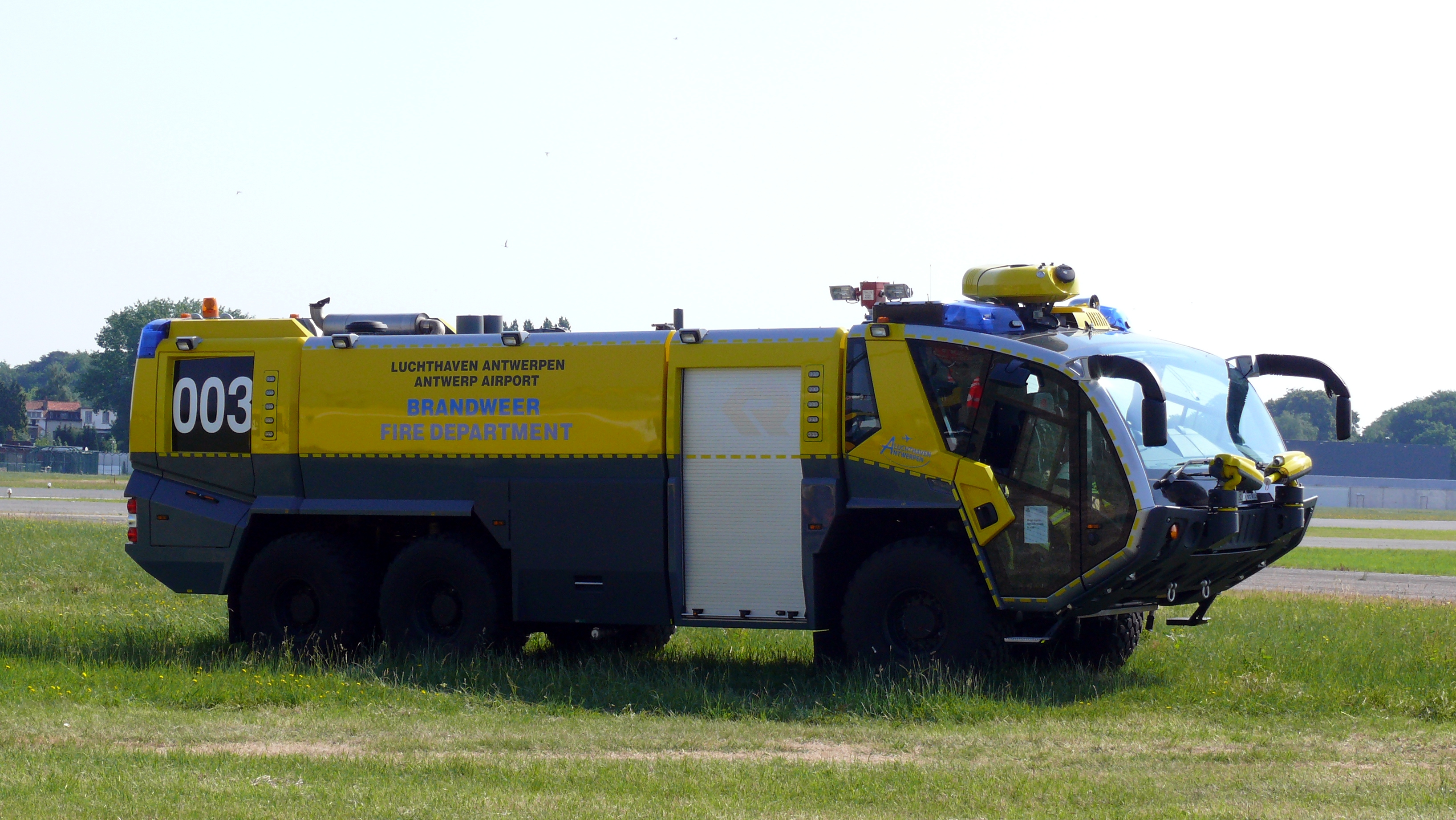
Camion des pompiers de l'aéroport d'Anvers.

Il existe plusieurs secteurs dans lesquels on trouve des corps de pompiers privés comme dans les aéroports, les grandes usines à risques spécifiques, l'armée belge etc. Ces services ne dépendent donc plus d'un ministère et disposent donc de leur propre matériel, personnel et procédures. Ce qui n'empêche pas un travail conjoint avec les zones de secours lors de grosses interventions ou d'exercices.

## Divers

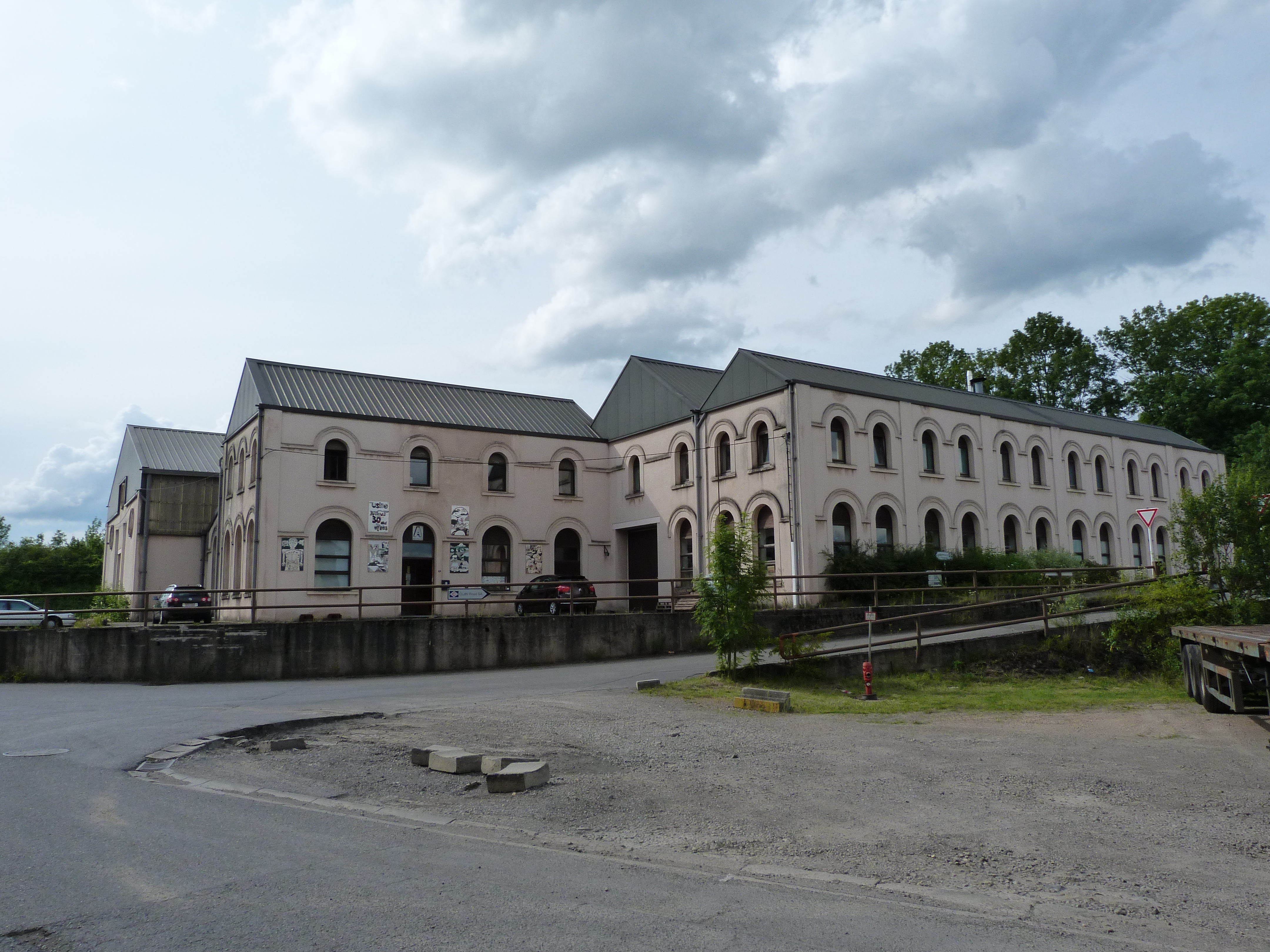
Le Musée L'univers des pompiers, situé à Athus, abrite de nombreux objets relatifs aux pompiers, dont des anciens camions.

### Fédération
Il existe une fédération des pompiers belges: la Fédération Royale des Corps de Sapeurs-pompiers de Belgique. Elle est subdivisée en deux « ailes »: l'aile néerlandophone et l'aile francophone & germanophone. Le président actuel de l'aile francophone est le Capitaine-Commandant Marc Gilbert.

### Musée
Il existe plusieurs musées officiels et officieux à propos des pompiers en Belgique. Ajoutons à cela les nombreuses collections privées. L'un d'entre eux est le musée L'univers des pompiers, situé à Athus, en province de Luxembourg.

### Patrimoine
- Tous les jours depuis le 2 juillet 1928, les clairons du corps des pompiers d'Ypres (province de Flandre-Occidentale) se réunissent à 20heures sous la porte de Menin et sonnent le Last Post, la sonnerie aux morts des armées du Commonwealth, en hommage à ses soldats ayant défendu la Belgique autour du Saillant d'Ypres, lors de la Première Guerre mondiale. Cette cérémonie quotidienne ne fut interrompue que pendant l'occupation nazie lors de la Seconde Guerre mondiale.

### Revue «Le Sapeur-Pompier belge»
La Fédération Royale des Corps de Sapeurs pompiers de Belgique édite, tous les trois mois, une revue intitulée Le Sapeur-pompier belge, à l'attention de ses membres. Celle-ci contient généralement quelques sections d'informations sur les nouveautés à propos du matériel ou de la Fédération, une section détaillant certaines interventions particulières, d'autres parlant des pompiers dans le monde etc.

### Vocabulaire
Voici une liste de quelques termes et abréviations utilisés en Belgique :
- 100 : numéro téléphonique d'appel d'urgence ; le 112 (numéro d'appel d'urgence européen) est également actif ;
- AMU : aide médicale urgente ;
- A.S.T.R.I.D : réseau de communication des services de secours belges ;
- ARI : appareil respiratoire isolant ;
- AVP : « accident voie publique », accident de la route ;
- Centrale 100 / 112 : standard de réception des appels d'urgence ;
- Désinca : abréviation de « désincarcération ». Peut-être utilisé pour parler de la technique en elle-même ou du véhicule de désincarcération ;
- EPI : équipements de protection individuelle ;
- PASI : poste avancé du service d'incendie.(Caserne) de petite taille des sapeurs-pompiers ;
- SIAMU : cet acronyme peut désigner soit :
  - Service d'Incendie et d'Aide Médicale Urgente de la Région de Bruxelles Capitale. Autrement dit le corps des pompiers de Bruxelles,
  - soins intensifs et aide médicale d'urgence, l'année de spécialisation pour travailler aux services des urgences ou celui des soins intensifs, des études d'infirmier en Belgique ;
- SMUR : service mobile d'urgence et de réanimation ;
- SRI : service régional d'incendie ;
- PIT : Paramedical Intervention Team ;
- VIM : véhicule d'intervention médicalisé.

### Textes législatifs
- Loi du 31 décembre|1963 sur la protection civile modifiée par la loi du 28 février 1999
- Arrêté royal du 8 novembre 1967
- Arrêté royal du 6 mai 1971
- Arrêté royal du 11 avril 1999
- Loi du 15 mai 2007 relative à la réforme de la sécurité civile belge.

### Ouvrages imprimés
- Bruno Bosilo, Fireman, s - Ouvrage illustré en français et néerlandais sur l'entièreté des missions du pompier belge - www.bosilo.net
- Philippe Claessens, Vocation: pompier, s
- André Lefèvre et Guy de Pierpont, Les combattants du feu en Belgique, Tome I et II

#### Liens nationaux
- Site internet officiel de la sécurité civile en Belgique
- Fédération Royale des Corps de Sapeurs-Pompiers de Belgique
- Union des Pompiers de Wallonie
- Site des Autorités Belges